# Temporada da NHL de 1940–41
A temporada da NHL de 1940–41 foi a 24.ª  temporada da National Hockey League (NHL). Sete times jogaram 48 partidas cada. O Boston Bruins o campeão da Stanley Cup ao bater o Detroit Red Wings por 4-0 na série final.

## Temporada Regular
O Montreal Canadiens chegou ao fundo em 1939–40, e estava com problemas financeiros. Frank Patrick decidiu se tornar investidor e governante do time, e Tommy Gorman foi contratado como administrador geral. Ele contratou o recém liberado técnico de Toronto Dick Irvin para treinar o time. Uma das primeiras coisas que Gorman eIrvin fizeram foi procurar jogadores, e os Canadiens assinaram com Johnny Quilty, Joe Benoit, Elmer Lach e o defensor Ken Reardon. Bert Gardiner seria usado no gol, substituindo Claude Bourque e Wilf Cude. Murph Chamberlain foi comprado de Toronto para fortalecer o ataque.
Quilty e Benoit levaram sua ação a cabo, assim como Toe Blake, mas os Habs tinham um longo caminho a seguir, terminando em sexto. Quilty venceu o Troféu Calder como o melhor estreante da liga. De fato, antes  da temporada começar,  o treinador Irvin enviou um envelope selado para um reporter de seu conhecimento sobre quem venceria o Troféu Calder, e quando a temporada acabou, o reporter abriu o envelope: Johnny Quilty foi a escolha feita por Irvin.
O Boston Bruins estabeleceu um recorde de 23 jogos de invencibilidade em seu caminho para um forte final na primeira posição ao fim do calendário. Os Rangers, impressionantemente, terminaram em quarto após o título da Stanley Cup da temporada anterior e Dave Kerr não esteve em sua forma usual no gol.

### Classificação Final
| National Hockey League | PJ | V  | D  | E  | Pts | GP  | GC  |
| ---------------------- | -- | -- | -- | -- | --- | --- | --- |
| Boston Bruins          | 48 | 27 | 8  | 13 | 67  | 168 | 102 |
| Toronto Maple Leafs    | 48 | 28 | 14 | 6  | 62  | 145 | 99  |
| Detroit Red Wings      | 48 | 21 | 16 | 11 | 53  | 112 | 102 |
| New York Rangers       | 48 | 21 | 19 | 8  | 50  | 143 | 125 |
| Chicago Black Hawks    | 48 | 16 | 25 | 7  | 39  | 112 | 139 |
| Montreal Canadiens     | 48 | 16 | 26 | 6  | 38  | 121 | 147 |
| New York Americans     | 48 | 8  | 29 | 11 | 27  | 99  | 186 |

Nota: PJ = Partidas Jogadas, V = Vitórias, D = Derrotas, E = Empates, Pts = Pontos, GP = Gols Pró, GC = Gols Contra

Times que se classificaram aos play-offs estão destacados em negrito.

### Artilheiros
PJ = Partidas Jogadas, G = Gols, A = Assistências, Pts = Pontos, PEM = Penalizações em Minutos
| Jogador        | Time                | PJ | G  | A  | Pts | PEM |
| -------------- | ------------------- | -- | -- | -- | --- | --- |
| Bill Cowley    | Boston Bruins       | 46 | 17 | 45 | 62  | 16  |
| Bryan Hextall  | New York Rangers    | 48 | 26 | 18 | 44  | 16  |
| Gordie Drillon | Toronto Maple Leafs | 42 | 23 | 21 | 44  | 2   |
| Syl Apps       | Toronto Maple Leafs | 41 | 20 | 24 | 44  | 6   |
| Syd Howe       | Detroit Red Wings   | 48 | 20 | 24 | 44  | 8   |
| Lynn Patrick   | New York Rangers    | 48 | 20 | 24 | 44  | 12  |
| Neil Colville  | New York Rangers    | 48 | 14 | 28 | 42  | 28  |
| Eddie Wiseman  | Boston Bruins       | 47 | 16 | 24 | 40  | 10  |
| Bobby Bauer    | Boston Bruins       | 48 | 17 | 22 | 39  | 2   |
| Roy Conacher   | Boston Bruins       | 41 | 24 | 14 | 38  | 7   |

## Prêmios da NHL
| Troféu Memorial Calder:    | Johnny Quilty, Montreal Canadiens |
| Troféu Memorial Hart:      | Bill Cowley, Boston Bruins        |
| Troféu Memorial Lady Byng: | Bobby Bauer, Boston Bruins        |
| Copa O'Brien:              | Detroit Red Wings                 |
| Troféu Príncipe de Gales:  | Boston Bruins                     |
| Troféu Vezina:             | Turk Broda, Toronto Maple Leafs   |

### Times das Estrelas
| Primeiro Time                         | Position | Segundo Time                      |
| ------------------------------------- | -------- | --------------------------------- |
| Turk Broda, Toronto Maple Leafs       | G        | Frank Brimsek, Boston Bruins      |
| Dit Clapper, Boston Bruins            | D        | Earl Seibert, Chicago Black Hawks |
| Wally Stanowski, Toronto Maple Leafs  | D        | Ott Heller, New York Rangers      |
| Bill Cowley, Boston Bruins            | C        | Syl Apps, Toronto Maple Leafs     |
| Bryan Hextall, New York Rangers       | RW       | Bobby Bauer, Boston Bruins        |
| Sweeney Schriner, Toronto Maple Leafs | LW       | Woody Dumart, Boston Bruins       |
| Cooney Weiland, Boston Bruins         | Coach    | Dick Irvin, Montreal Canadiens    |

## Estreias
O seguinte é uma lista de jogadores importantes que jogaram seu primeiro jogo na NHL em 1940-41 (listados com seu primeiro time, asterisco(*) marca estreia nos play-offs):
- Max Bentley, Chicago Black Hawks
- John Mariucci, Chicago Black Hawks
- Joe Carveth, Detroit Red Wings
- Elmer Lach, Montreal Canadiens
- Ken Reardon, Montreal Canadiens
- John Quilty, Montreal Canadiens
- Chuck Rayner, New York Americans
- Bill Juzda, New York Rangers

## Últimos Jogos
O seguinte é uma lista de jogadores importantes que jogaram seu último jogo na NHL em 1940-41 (listados com seu último time):
- Paul Haynes, Montreal Canadiens
- Georges Mantha, Montreal Canadiens
- Hooley Smith, New York Americans
- Charlie Conacher, New York Americans
- Dave Kerr, New York Rangers